# زبان‌های نورستانی
زبان‌های نورستانی از خانواده زبان‌های هندوایرانی است که در افغانستان و پاکستان توسط ۱۳۰ هزار نفر به آن سخن می‌گویند. در گذشته زبان‌شناسان آن را در شاخه زبان‌های داردی تقسیم‌بندی می‌کردند. تعداد گویشوران این زبان حدود سی هزار نفر برآورد شده است. زبان اصلی مردم نورستان نورستانی بوده ۱۵ درصد مردم آن به زبان پشه‌ای صحبت کرده و یک در صد باشندگان آن پشتون و در بعضی مناطق تاجیک پشه‌ای و گوجار نیز وجود دارد؛ اما زبان اداری این ولایت پشتو است.
در چند سال پیش، بیشتر گویشوران این زبان در ولایات کنر و لغمان افغانستان زندگی می‌کردند ولی پس از تأسیس ولایتی به نام نورستان این مناطق جز قلمرو این ولایت قرار گرفت.
زبان نورستانی از زمان باختر، از دوران پکتها آغاز می‌شود. نورستانی‌ها (فرزندان) الینایاها اند که از همسایگان ده قبیله پکتها می‌باشد؛ که از همان زمان تا حالا با این زبان سخن می‌گویند." زبان نورستانی تا نیم قرن پیش حاوی الفبا و متون نوشتاری نبود. عزیز الله شلماچ می‌گوید نخستین بار در زمان محمد ظاهر شاه خط نورستانی ساخته شد. "و بعد از کودتای ثور برنامه‌های رادیویی و مسایل طبع و نشر مطرح شد. در کل الفبای نورستانی نسبت به پشتو، پنج حرف بیشتر دارد که مختص به زبان نورستانی است."
در حال حاضر در افغانستان از سوی وزارت معارف این کشور فعالیت‌های به هدف نوشتن کتاب‌های درسی به زبان نورستانی آغاز شده است. فعلاً کتاب‌های صنف اول به چاپ رسیده است و کتاب‌های صنف دو و سه و چهار و پنج و شش هم به شکل خطی موجود است و تا زمانی که برای چاپ آماده شود، زمان می‌برد."
زبان نورستانی در گذشته‌های دور از غنای فرهنگی خاصی برخوردار بوده است ولی به مرور زمان و در اثر تاثیرگذاری‌های زبان‌های فارسی و پشتو که در همسایگی آن قرار داشته، آهسته آهسته از غنای فرهنگی و زبانی آن کاسته شده است.
مارگین استرن در زمان امیر امان‌الله خان به نورستان رفت و پس از پژوهش بر روی زبان و مردم آن منطقه، به این نتیجه رسید که نورستانی‌ها شاخه‌ای از تبار آریایی‌ها است و در همان زمانی که شاخه هندی از آریایی‌ها جدا شدند نورستانی‌ها نیز همزمان از این شاخه جدا شده به هندوستان نرفتند.
در مورد این که زبان نورستانی در شاخه زبان‌های هندوآریایی قرار می‌گیرد، اتفاق نظر وجود ندارد و بیشتر زبان‌شناسان نورستانی را زیرگروه مستقلی در زبان‌های هندوایرانی به حساب می‌آورند.

## تاریخچه
ولایت نورستان در گذشته به کافرستان معروف بود، زبان آنها نیز کافری یا کافرستانی نامیده می‌شد که با اسلام آوردن مردم نورستانی در قرن نوزدهم نام زبان آن‌ها نیز به نورستانی تغییر کرد.
نورستان در ارتفاعات سخت‌گذر هندوکش (در شمال شرق افغانستان و بخش‌هایی از پاکستان) قرار گرفته و این زبان چندان برای زبان‌شناسان اروپایی شناخته شده نیست. این عوامل و مهم‌تر از همه تعداد محدود گویندگان زبان نورستانی باعث شده تا نورستانی از زبان‌های در معرض خطر انقراض باشد.

## زبانهای نورستان
نورستان متشکل از اقوام و ملیتهای چون آرندوئی، اشکونی، بشگالی، کاتی، کرنگالی، کام‌ویری، ملک خیل، پراسونی، تری گمی، ارموری، وایگلی، گوجر، پشه‌ای و پشتون‌ها می‌باشد. هر کدام از این اقوام و ملیت‌ها دارای زبان و فرهنگ هستند. ولی با وجود آنهم این ملیت به زبان‌های ذیل صحبت می‌نمایند.
- کته
  - کامویری
  - کاتا-ویری
  - موما-ویری
- کلشه‌الا یا وایگلی
- اشکونی
- پرسونی